# غاو دوسلدورف
غاو دوسلدورف كان قسمًا إداريًا لألمانيا النازية من عام 1933 إلى عام 1945 في منطقة دوسلدورف بمقاطعة الراين البروسية. قبل ذلك، من عام 1930 إلى عام 1933، كان التقسيم الإقليمي للحزب النازي في تلك المنطقة.

## التاريخ
تم إنشاء نظام النازي جاو في الأصل في مؤتمر للحزب في 22 مايو 1926، من أجل تحسين إدارة هيكل الحزب. منذ عام 1933 وما بعده، بعد الاستيلاء النازي على السلطة، حل الجاو محل الولايات الألمانية كتقسيمات إدارية في ألمانيا. 
على رأس كل جاو، هناك غاوليتر ذو صلاحيات شبه مطلقة. كل غاولتير محلي غالبًا ما كان يشغل مناصب حكومية بالإضافة إلى مناصب حزبية وكان مسؤولًا، من بين أشياء أخرى، عن الدعاية والمراقبة، ومنذ سبتمبر 1944 فصاعدًا، فولكسستورم والدفاع عن الغاو.  
تم شغل منصب غاولايتر دوسلدورف من قبل فريدريش كارل فلوريان طوال تاريخ غاو من 1930 إلى 1945.   حكم على فلوريان بالسجن ست سنوات بعد الحرب بسبب رتبته في الحزب النازي وأفرج عنه في عام 1951. ظل نازيًا مقتنعًا بعد الحرب وظل على اتصال مع شركاء سابقين من العصر النازي. 
كان مساحة الغاو 2700 كيلومتر مربع (2,741 ميل مربع) ويبلغ عدد سكانه 2,200,000، مما وضعه في منتصف الجدول للحجم والسكان في قائمة الجاو. 